# Kimberly Scott
Kimberly Aileen Scott (* 11. Dezember 1961 in Kingsville, Texas) ist eine US-amerikanische Schauspielerin.
Nach dem Abschluss der Schauspielausbildung am Yale School of Drama begann Kimberly Scott Ende der 1980er ihre Schauspielkarriere am Broadway, wo sie 1988 für einen Tony Award als beste Hauptdarstellerin im Stück Joe Turner's Come and Gone nominiert wurde.
In der Folge trat sie in Filmen wie The Abyss und Flatliners vorwiegend in Nebenrollen auf. Gastrollen hatte sie auch in Fernsehserien, unter anderem in Episoden von MacGyver, Emergency Room – Die Notaufnahme und New York Cops – NYPD Blue.
Daneben ist sie auch als Theaterschauspielerin an Theatern wie dem Old Globe in San Diego oder dem South Coast Repertory in Costa Mesa aktiv.

## Filmografie (Auswahl)
- 1989: Abyss – Abgrund des Todes (The Abyss)
- 1989: Liebe, Streß und Fieberkurven (Gross Anatomy)
- 1990: Downtown
- 1990: Flatliners – Heute ist ein schöner Tag zum Sterben (Flatliners)
- 1991–1994: Der Polizeichef (The Commish, Fernsehserie)
- 1992: Waterdance
- 1993: Falling Down – Ein ganz normaler Tag (Falling Down)
- 1994: Daddy schafft sie alle (Father and Scout)
- 1994: Der Klient (The Client)
- 1994: Drop Zone
- 1995: Batman Forever
- 1997: Batman & Robin
- 1997: Die Zahnfee (Toothless)
- 1998: Schrille Nächte in New York (The Velocity of Gary)
- 2001: K-PAX – Alles ist möglich (K-PAX)
- 2001: Ich bin Sam (I am Sam)
- 2003: State of Mind (The United States of Leland)
- 2005: Guess Who – Meine Tochter kriegst du nicht! (Guess Who)
- 2006: World Trade Center
- 2008: Der große Buck Howard (The Great Buck Howard)
- 2010: Love and other Drugs – Nebenwirkung inklusive (Love and other Drugs)